# Južni otok (Kokosovi otoci)
Južni otok (eng. South Island, malajski: Pulau Panjang, kokosov malajski: Pulu Atas) je najjužniji i najistočniji otok Kokosovih otoka, vanjskom teritoriju Australije u istočnom Indijskom oceanu.
Otok pripada atolu Južni Keeling. S površinom od 3.63 km2, drugi je najveći otok u otočju nakon West Islanda. Nenaseljen je. Nalazi se 944 km jugozapadno od najbližeg indonezijskog otoka, Enggana, i 1,088 km od obale Jave. Božićni otok, koji je također australski, udaljen je 956 km u smjeru zapad-sjeverozapad. Južni otok visok je 9 m, što ga čini najvišom točkom na Kokosovim otocima.
Južni otok čini jugozapadni rub atola, pa je vrlo zakrivljen. Dok je morska strana prilično ravna, sastoji se od plaže i strmo se spušta nakon nekoliko metara, lagunska strana je razgranata i samo se vrlo blago spušta. Otok je gusto pošumljen. Ravno na sjeveru nalazi se devet manjih otoka, od kojih je prvi Middle Mission Isle, a nakon njega slijedi naseljeni otok Home, udaljen 4.3 km. Brojni sićušni, uglavnom izduženi otočići mogu se naći na strani lagune, nikad dalje od 350 metara od obale. Na zapadu su tri mala otoka uz obalu (North Goat Island, East Cay i Burial Island), a zatim 1.2 km široki kanal. Iza kanala je još jedan otočić i, ukupno 2.3 km od Južnog otoka, glavnog otoka Zapadnog otoka. Vjerojatno jedina kuća na otoku je na sjeveru. Na zapadu je kamp.
Budući da se Kokosovi otoci obično ubrajaju u Aziju jer su znatno bliže obali Indonezije nego Australije, a Južni otok je najjužniji otok u skupini, to je najjužniji otok Azije i njegova najjužnija točka na 12°12′32″S 96°53′42″E / 12.20889°S 96.89500°E također je najjužnija točka Euroazije. Ako se Kokosovi otoci ne ubrajaju u Aziju, najjužnija točka je na indonezijskom otoku otok Pamana, 134 km sjevernije. Ako se pak u Aziju ubroje i australski otoci Ashmore i Cartier, koji su bliže Indoneziji nego Aziji, najjužnija točka Azije je 36 km južnije, na otoku Cartier. Najsjevernija točka kopna Australije, Cape York, je 169 km južnije od Južnog otoka.